# Puligny-Montrachet
Puligny-Montrachet – miejscowość i gmina we Francji, w regionie Burgundia-Franche-Comté, w departamencie Côte-d’Or.
Według danych na rok 1990 gminę zamieszkiwało 466 osób, a gęstość zaludnienia wynosiła 64 osoby/km² (wśród 2044 gmin Burgundii Puligny-Montrachet plasuje się na 484. miejscu pod względem liczby ludności, natomiast pod względem powierzchni na miejscu 1094.).